# Cabocla Jurema
Cabocla Jurema é uma falange espiritual cultuada em religiões de matriz africana, como umbanda e o candomblé de caboclo — em sincretismo com rituais de ramificações religiosas, como o animismo dos povos indígenas do Brasil, sobretudo no catimbó, onde estão ramificados os rituais de pajelança e no toré. O termo “jurema”, no universo espiritual é polissêmico.

## História
Origem
A palavra jurema é de origem tupi, uma junção dos termos “ju” (espinho) mais “rema” (cheiro ruim), que pode ser traduzida para o português como “espinho fétido” ou “espinho de cheiro ruim”. Obviamente, referindo-se à árvore jurema. De acordo com a história, a Cabocla Jurema, quando humana, foi abandonada por sua mãe, aos pés de uma árvore denominada jurema, quando tinha apenas sete meses de vida, mas foi resgatada pelo Caboclo Tupinambá, por quem foi criada. Mais tarde, ela acabou se tornando cacique de sua tribo e primeira guerreira desta. Era destemida e não abaixava a guarda, mas um dia ela se apaixonou por um caboclo chamado Huascar, de uma tribo inimiga, da "Terra do Sol". Ele estava aprisionado, por ter sido capturado pela tribo de Jurema, em uma batalha. Esse sentimento (o amor) tornou-se seu maior adversário, pois sabia que se ela se entregasse a isso, seria expulsa de sua tribo. Tendo certeza de que ela o encontrara não por acaso e vendo um futuro nos olhos dele, ela o libertou e fugiu com ele, ao mesmo tempo em que era perseguida por guerreiros da sua própria tribo. Na fuga, Jurema foi atingida por uma flecha, direcionada a seu amado. A flecha atingiu seu peito e ela caiu sem vida no mesmo lugar. Huascar, então, voltou à Terra do Sol, fundou seu império nas montanhas e ergueu um templo dedicado à Cabocla Jurema. No lugar onde ela morreu nasceu um girassol, e é por isso que se diz que sua coroa brilha como o Sol. Jurema, por sua vez, se tornou a entidade espiritual Cabocla Jurema. 
No universo indígena, o recanto da Jurema é um céu com fundo vermelho e com montanhas no horizonte, que parece representar as matas brasileiras. Este céu é seu reino espiritual, onde estão resguardadas as almas dos seus filhos legítimos e dos índios "encantados", que são seus colaboradores. Na história da vida da Cabocla Jurema é relatado que ela era uma jovem índia que mantinha relacionamentos amorosos com vários parceiros e, por isso, engravidou muito cedo, sendo assim, seus filhos eram entregues aos cuidados das mulheres mais velhas da sua aldeia; mas isso era feito com o objetivo de multiplicar sua descendência, que seria todos índios guerreiros. Sua morada física é identificada como uma grande oca, nas matas, onde residem todos os índios filhos e as entidades que lhe pertence. Seu reino seria formado por sete cidades, que são as sete ciências da Jurema: Vajucá, Junça, Catucá, Manacá, Angico, Aroeira e Jurema. Outros estudos sugerem 11 cidades: Juremal, Vajucá, Ondina, Rio Verde, Fundo do Mar, Cova de Salomão, Cidade Santa, Florestas Virgens, Vento, Sol e Urubá. Ainda outros apontam sete cidades, mas algumas com nomes diferentes: Vajucá, Urubá, Juremal, Josafá, Tigre, Canindé e o Fundo do Mar. E, ainda, outros estudos indicariam cinco cidades, que seriam as quatro primeiras, mais Tanema (ou o Reino de Iracema). Alguns cantos dedicados à Jurema sugere que quando ela é evocada, emerge do tronco da árvore de mesmo nome, tanto ela como também seus colaboradores encantados (conhecidos como Babá Egún), ou seus filhos. Para os juremeiros, como são chamados os praticantes, a Jurema sagrada é a religião primaz do Brasil, pois existe desde antes de o país ser colonizado. O culto à Cabocla Jurema foi severamente censurado pela Igreja Católica, quando no século XVIII, foi registrado no processo N° 4 884, de 1 de julho de 1741, em Recife. A história sugere que a Cabocla Jurema pode ter raízes também em outros países, como Egito, onde se fazia uso de uma planta da família das acácias, denominada Acacia nilotica; na Índia, onde se fazia uso da planta Acacia suma, na Arábia, onde se utilizava a Acacia arabica; assim como também os Incas. Outros povos primitivos que habitavam às margens do rio Orinoco utilizavam as plantas Acacia cebil e Acacia niopo, respectivamente.

## Representações
A cabocla Jurema não seria apenas uma entidade espiritual secundária, mas sim, uma deusa, rainha da cidade espiritual e seus reinos, também denominado de Cidade da Jurema. Essa cidade pode ser representada fisicamente pela floresta, moradia dos caboclos, ou pela aliança dos terreiros da Jurema. Pode se apresentar de três formas de personificações todas com notável beleza: como uma jovem negra, como uma jovem índia ou como uma jovem mulher branca, com traços indígenas. Isso depende da concepção icônica ou doutrinária das religiões em que ela se faz presente. Se no animismo (para os índios brasileiros), obviamente, se apresenta como uma índia, se na a umbanda, como uma negra ou, também, como uma mulher branca, com traços indígenas. Isso se deve ao fato de se supor que as árvores juremas, das espécies Mimosa hostilis (jurema-preta) e Mimosa ophthalmocentra (jurema-branca) são as representações físicas dela. Pode ser definida também como “a cabocla das águas”, porque muitas vezes é descrita coma filha de Iemanjá, ou sereia e estrela do mar (apesar de estar ligada às matas), que se banha em águas de cachoeiras ou rios. Ela pode se mostrar como uma criatura luminosa alada, com um capacete de pena brilhante, que se assemelha ao Sol, portando uma flecha ou um badoque, trajando saiote de penas coloridas e luminosas. É a rainha da beleza. Entretanto, a Jurema pode ser identificada como uma classe espiritual, isso significa que ela pode também ser um grupo que trabalha por um só objetivo, na linha de Oxóssi, ou seja, a Jurema também é uma linha espiritual, um grupo de entidades. Ela também pode, como é costume nas religiões de matrizes africanas, se manifestar utilizando o corpo de um dos adeptos, como os mestres, pais de santo ou médium.
A religião da Jurema é monoteísta, isto é, baseada na fé em um deus único – aparentemente o mesmo dos cristãos, no entanto, incorporando a doutrina de que esse deus único pode, na verdade, ser uma representação feminina (deusa), como a Mãe Tamain, dos Fulniôs, ou com outros nomes como Pai Tupã. Isso indica que ela é uma deusa criada e não criadora. Caracteriza-se por ser forte, guerreira, sábia, conselheira e mãe, por demonstrar amor maternal aos seus adoradores, sendo ela também, mãe de muitos filhos, mas também sabe ser impiedosa, endurecendo a lei.

## Entidades submissas
As entidades da Cabocla Jurema são os espíritos desencarnados dos ancestrais que se tornaram criaturas divinas, após a sua morte. Essas pessoas se tornaram divinas por ganharem a admiração de muitas pessoas e que, de alguma forma, pelos seus atos, foram ou são consideradas como heróis ou heroínas dignos de culto, seja no meio indígena ou não. Entre eles estão os índios e índias, caboclos e caboclas, mestres de coco, mestres e mestras dos saberes da vida, antigos catimbozeiros e catimbozeiras, cangaceiros e cangaceiras, valentões sertanejos, crianças, marginais e malandros, marinheiros e seus simpatizantes, ciganos e ciganas e também prostitutas. Todas essas entidades trabalham sob comando da Cabocla.

## Cultos
A jurema tem religião exclusiva, denominada de Jurema sagrada, onde ela é cultuada como a figura central. A religião Jurema sagrada não tem uma data de fundação, nem um fundador, pois desde quando os portugueses tomaram posse do território brasileiro, os índios kariri-Xocó ou cariris (Na Bahia e Alagoas) e os potiguares (na Paraíba), assim como outras tribos, já a praticava. De acordo com a tradição dos adeptos das religiões associadas a esta entidade, a forma de contato à Cabocla Jurema é através do culto, também chamado de Jurema sagrada, quando se faz uso, por inalação, da bebida Vinho da Jurema, preparado com as cascas das raízes (algumas vezes com as cascas do tronco) da árvore jurema-preta, misturadas com ingredientes naturais, como as espécies de maracujá-da-caatinga (Passiflora cincinnata), gengibre e outras ervas, podendo ser adicionada também cachaça. Frequentemente no culto do catimbó, originário do Nordeste Brasileiro, que se alastrou por regiões da Amazônia e Maranhão e Norte do Piauí, originadamente por grupos indígenas, fundindo-se com a pagelança e com o candomblé de caboclo, na Bahia. O catimbó, então, é um grupo de religiões ou cultos dedicados à Cabocla Jurema. Nos cultos, o princípio fundamental é a cura do corpo, mente e espírito, e o bem-estar do ser humano em todos os seus aspectos, (intrinsecamente ligados á sabedoria), a resolução dos problemas gerais do cotidiano e a evolução espiritual, através da caridade e dos trabalhos de cura. 

## Missão
Tem como missão proteger as florestas e combater seus inimigos, acalentar seus filhos, também como puni-los. Sua missão principal seria chefiar seu grupo, na linha de Oxóssi, dedicando-se ao trabalho de limpeza espiritual dos seus filhos, como também a cura física dos mesmos, através da utilização de chás e banhos de ervas.